# Robin Hood (West Yorkshire)
Robin Hood – osada w Anglii, w hrabstwie West Yorkshire, w dystrykcie Leeds. Leży 6,3 km od miasta Leeds, 7 km od miasta Wakefield i 266 km od Londynu. W 2016 miejscowość liczyła 3718 mieszkańców.
Początkowo była to osada górnicza, której kopalnie zatrudniały kilkuset podziemnych pracowników dla firmy J&J Charlesworth, ale ostatnia kopalnia została zamknięta w latach 60. W ostatnich latach nastąpił znaczny rozwój mieszkaniowy i komercyjny.